# Giuseppe Gabetti (critico letterario)
Giuseppe Gabetti (Dogliani, 5 aprile 1886 – Roma, 3 aprile 1948) è stato un germanista italiano.

## Biografia
Giuseppe Gabetti nacque a Dogliani, nelle Langhe, il 5 aprile 1886, figlio di Lorenzo e Maria Cappa. Dopo gli studi medi e liceali compiuti a Mondovì e a Savona, si laureò in lettere e filosofia all’Università di Torino nel 1908 sotto la guida di Arturo Graf. Durante gli ultimi anni della sua formazione universitaria fu particolarmente influenzato da Arturo Farinelli, titolare della cattedra di letteratura tedesca dal 1907. Di fatto, divenne il suo maestro e lo indirizzò negli studi di germanistica, accompagnandolo a Monaco di Baviera, introducendolo nell'ambiente universitario e avviandolo alle ricerche nella grande Staatsbibliothek. In questo contesto ebbe l'occasione di studiare germanistica medievale con Hermann Paul e letteratura tedesca moderna con Johannes Petersen.
Di fatto trascorse in Germania un lungo periodo, dal 1909 al 1912.
Come esito di questi studi, pubblicò numerosi studi fino al 1915 quando vinse il concorso per la cattedra di lingua e letteratura tedesca all'Università di Genova, che inaugurò con una prolusione su Nietzsche. Purtroppo dovette ben presto lasciare l'Università per arruolarsi nell'esercito italiano con il grado di tenente di artiglieria all'inizio della Prima guerra mondiale che lo vide presente sul fronte di battaglia. Nel 1917 fu incaricato di ricoprire la cattedra di lingua e letteratura tedesca all'Università di Roma, ma poté effettivamente cominciare ad insegnare nel 1919 con la conclusione del conflitto.
Molto amato e stimato come professore, da colleghi e studenti, ben presto si dedicò anche ad altre attività culturali. In particolare dal 1925 al 1936 diresse, insieme ad Arturo Farinelli, la sezione di letterature germaniche dell'Enciclopedia Italiana, per la quale si occupò anche, insieme a Salvatore Battaglia, della redazione delle letterature straniere fino al 1932. Scrisse complessivamente oltre 300 voci, dedicando ampio spazio alle letterature scandinave.
Agli inizi degli anni Trenta progettò, insieme con Konrad Adenauer, all'epoca borgomastro di Colonia, il Petrarca Haus (ora Istituto italiano di cultura) di cui divenne direttore Arturo Farinelli, che iniziò i suoi lavori nel 1931.
Nel 1932 vide la luce un'importante istituzione culturale da lui fortemente voluta. Nella settecentesca villa Sciarra sul Gianicolo, donata allo Stato italiano da Henriette Wurts Tower in memoria del marito, inaugurò l'Istituto italiano di studi germanici per promuovere gli studi italiani di germanistica e delle letterature scandinave.
Parte fondante del progetto fu la realizzazione all'interno dell'Istituto di una biblioteca specialistica che poté prendere piede grazie all'acquisizione del cospicuo fondo del professor Max Koch di Breslavia. Si aggiunsero poi sezioni di storia, filosofia, musica, arte e, infine, letteratura olandese, norvegese, danese, svedese e islandese.
Gabetti si preoccupò di far conoscere il più possibile questa nuova istituzione. In un'epoca particolarmente difficile alle soglie della Seconda guerra mondiale lo studioso riuscì ad organizzare lettorati e seminari di specializzazione in storia letteraria, filologia, storia, storia dell'arte, della musica e delle religioni; promosse convegni e conferenze cui invitò personalità della cultura europea.
Nel 1935 iniziò la pubblicazione della rivista Studi germanici, organo dell'Istituto, da lui fortemente voluta, attiva ancora oggi che può vantare il merito di essere la più antica rivista di germanistica non ancora esistente. Promosse anche la pubblicazione di volumi nelle collane "Studi di critica e di estetica", "Il romanticismo tedesco", "Biblioteca germanica", "Collana nordica".
Dal 1940 al 1948 si occupò della sezione di letteratura tedesca del Dizionario letterario Bompiani delle opere e dei personaggi, per il quale redasse le voci più importanti e revisionò centinaia di articoli. L'ultimo suo lavoro fu un Commento al Faust di W. Goethe, rimasto inedito (conservato presso la famiglia; altri inediti presso il Museo storico archeologico G. Gabetti di Dogliani). Gabetti morì a Roma il 3 aprile 1948.

### Vita privata
Nel 1924 Giuseppe Gabetti sposò Nilla Fusina. Nel settembre 1926 nacque l’unico figlio Lorenzo.
Gabetti, pur avendo fissa dimora a Roma, per i numerosi impegni culturali di cui si fece promotore e per i quali venne incaricato di occuparsi e per i numerosi interessi linguistici e culturali per i Paesi Scandinavi, viaggiò molto tra Roma, Torino e il Nord Europa.
La corrispondenza privata ci rivela che, alla morte della moglie nel 1929, Gabetti affidò il figlio alle affettuose cure dei nonni materni in Piemonte, dove Lorenzo rimarrà fino alla fine della Seconda guerra mondiale. Dopo, Lorenzo raggiunse il padre a Roma, qui frequentò l’Universita La Sapienza e si laureò in Lingua e Letteratura Francese con il prof. Trompeo, con il quale si laureò a pieni voti nel settembre 1949.

## Archivio personale
Parte dell'archivio personale di Giuseppe Gabetti è conservato presso l'Istituto italiano di studi germanici a Roma, il cui inventario è consultabile sulla piattaforma Archiui dedicata.
In questo fondo si possono studiare spaccati della vita di uno studioso tra le due guerre mondiali, diviso tra la famiglia e i vari progetti culturali a cui prendeva parte. Interessante anche esaminare la corrispondenza privata (a vote anche su carta intestata delle varie istituzioni) in cui racconta al figlio, Lorenzo Gabetti, l'evoluzione della guerra e il momento in cui vide l'avvicinarsi degli alleati a Roma dalla torretta di Villa Sciarra dove risiedeva.

## Opere
Giuseppe Gabetti scrisse principalmente opere di germanistica e di critica letteraria riguardanti la letteratura nordica. Di seguito alcuni esempi.
- Le Affinità elettive del Goethe come espressione di una crisi pessimistica (ibid. 1914);
- Der Einfluß der ersten Reise nach Deutschland auf Frau von Staëls literarische und philosophische Anschauungen (Torino 1914);
- Conflitto di nazionalità e idea del Fato nella "Medea" del Grillparzer (ibid. 1914);
- Augusto Platen e la bellezza come ideale morale (Genova 1915);
- Il dramma di Zacharias Werner (Torino 1916).
- Hebbel e Wagner nella evoluzione del dramma tedesco del secolo XIX (in Nuova Antologia, 16 ag. 1920, pp. 326–343);
- Il problema tragico della "Pentesilea" di Enrico Kleist (in Arte e vita, II [1921], pp. 59–67, 124-130);
- Nietzsche e Leopardi (in Il Convegno, IV [1923], pp. 441–461, 513-531; V [1924], pp. 5–30);
- La poesia romantica dell'anima borghese: Teodoro Storm (ibid., VI [1925], pp. 458–480, 591-601);
- La poesia di Hölderlin (ibid., VIII [1927], pp. 627–648; IX [1928], pp. 1–13).
- La poesia di Mörike e di Lenau (Roma 1926).
- L'arte di Jacobsen (in Il Convegno, VII [1926], 4-5)
- In Studi germanici iniziò nel 1935 la serie di Poeti nordici con un articolo su Gustaf Fröding (vol. 1, pp. 244–265) e nel 1938 avviò quella di Poeti contemporanei: presentazioni, con Joseph Weinheber (ibid., vol. 3, pp. 29–37, 163-184), cui seguì Friedrich Bischoff (ibid., pp. 345–362); da ricordare ancora Problemi in discussione: l'Italia e la poesia di Rilke (ibid., 1944, vol. 6, pp. 17–34; 1971, vol. 9, pp. 83–95).